# Mort au fascisme, liberté pour le peuple

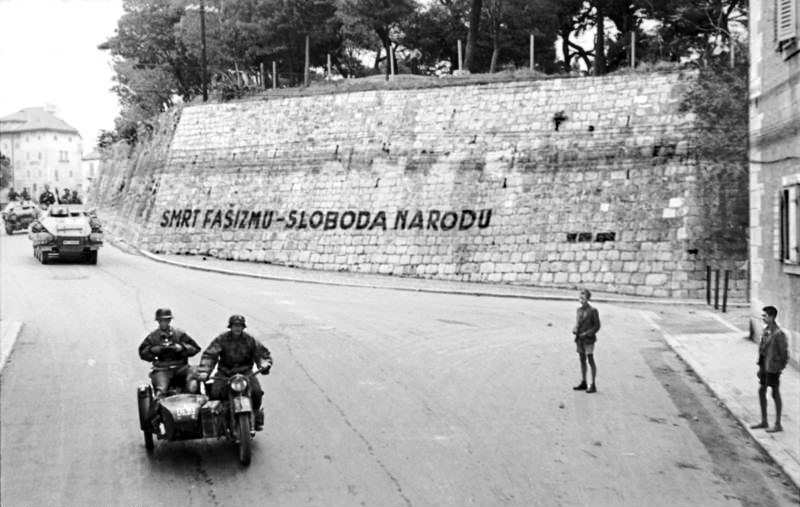
Le slogan écrit sur un mur de Split en septembre 1943.

« Mort au fascisme, la liberté au peuple ! » (en serbo-croate : Smrt fašizmu, sloboda narodu! et abrégé SFSN, en macédonien : Смрт на фашизмот, слобода на народот!, en albanais : Vdekje fashizmit, liri popullit!) est une devise des Partisans de Yougoslavie qui est par la suite acceptée comme le slogan officiel du mouvement entier de résistance,.
Souvent cité après guerre en Yougoslavie, il est également utilisé comme une formulation type par les membres du mouvement à la fois dans la correspondance officielle et officieuse pendant la guerre et pendant quelques années qui suivent. La gestuelle du poing levé est également utilisée lorsque ce slogan est dit.
Le slogan est devenu populaire après la mort du Partisan croate Stjepan Filipović qui déclare celui-ci le poing levé avant son exécution par les Nazis.